# 파스퇴르유업
파스퇴르유업은 1987년에 설립된 유가공업체이며, 고온살균법만 존재했던 대한민국 우유 시장에 최초로 저온살균공법을 도입한 업체이다. 2011년 11월 1일 롯데삼강(현 롯데웰푸드)에 흡수 합병되었다.

## 역사
회사명은 루이 파스퇴르가 개발한 파스퇴르 살균법을 사용하면서 그 공법의 이름에서 따온 것으로 지어졌다. 파스퇴르유업을 설립한 최명재 대표는 1927년 김제 출생으로 1951년 서울대 상대 4년 중퇴 후 무역업을 하다가 낙공업에 뛰어들었다. 1981년 일본에서 사이토 구니키(齊藤邦樹)가 쓴 책을 읽고 자극받아 저온살균법을 연구하고 한국에 도입하게 된다. 창립 이후 신문 광고를 통해 기존의 초고온 살균 우유를 비판하는 등의 공격적 마케팅으로 2년 만에 10배 가까이 세를 불리게 된다.
1995년에는 기존의 고온 살균 우유에 사용되는 원유에 세균수가 많음을 비판하며 '고름우유'라는 자극적인 표현을 광고에 사용하나, 이는 오히려 우유 전체에 대한 소비자들의 거부감을 낳아 전체 우유 소비가 급감하는 결과를 낳기도 하였다. 빠른 성장 과정에서 기존 우유 업계와 크게 대립하며 생겨난 진흙탕 싸움은 매스컴의 많은 질타를 받기도 했다.

## 매각
IMF 사태 이후 회사는 위기를 겪게 되고 IMF의 여파로 1998년 10월에 부도가 나버렸다. 회사는 추후 2004년 한국야쿠르트에 매각되었으며, 2010년 10월 5일 롯데삼강(현 롯데웰푸드)에 인수됐다. 2011년 11월 1일을 기일로 하여 파스퇴르유업 법인은 소멸되었고, 현재는 브랜드로만 남아 있다. 파스퇴르 생산시설은 롯데푸드 파스퇴르공장으로 명맥을 유지하고 있다.

## 저온살균법
저온살균법은 1860년대 루이 파스퇴르에 의해 개발된 이래, 현재는 낙농선진국인 미국과 유럽에서 널리 행해지는 공법이다.
저온살균법은 원유 품질이 나쁘거나 세균수가 많으면 사용할 수가 없고, 63℃에서 30분간 살균하므로 130~135℃에서 2~3초간 살균하는 초고온살균 방식보다 많은 비용과 노력이 필요하다. 반면 초고온살균 우유는 가공비가 적게 들고, 생산 효율이 높은데다 유통기한이 길다는 장점이 있는 한편, 칼슘 흡수율이 떨어지고 고온으로 인한 단백질 변성이 생기며 비타민 등의 영양소가 파괴되는 문제가 있다.
대한민국의 경우, 고속 성장 하에서 낙농업이 성장해왔기 때문에 서울우유협동조합을 비롯한 남양유업, 매일유업 등 국내 업체가 효율성이 뛰어난 초고온살균법을 사용해왔다. 이에 저온살균법을 내세워 성장한 파스퇴르유업은 당시 초고온살균법만을 사용하던 유가공협회 등 기존 우유 업계와 광고 등을 통해 많은 논쟁을 벌였다. 기존 우유 업계에서는 저온살균 공법으로 만들어진 우유가 고온살균 우유와 영양소에 아무 차이가 없으며 가격만 비쌀 뿐이라고 주장해 왔다.

## 저온살균우유 시장
현재 우유시장의 침체에도 불구하고 저온살균 우유는 급성장세를 보이는 추세다. 소비자의 눈높이가 높아지면서 저온살균우유의 인기가 높아지고 있기 때문으로 풀이된다.
2012년 730억원 규모였던 저온살균 우유 시장은 최근 급성장하여 2013년 860억원으로, 2014년에는 1020억원 규모로 2년 만에 40%가량의 성장이 예상된다. 이는 2014년 전체 우유시장이 1조 9320억원으로 2012년에 비해 6%가량 마이너스 성장할 것으로 예측되는 것과는 대비된다. 이는 해외 시장에서도 마찬가지로, 중국 시장에서도 저온살균우유가 상대적으로 고가임에도 불구하고 매년 35%의 높은 성장률을 보이며 소비량이 크게 확대되고 있다.
저온살균우유 시장에서 파스퇴르우유는 시장 점유율 70%로 1위를 차지하고 있다. 현재는 강성원 우유, 후디스 우유 등의 고급 우유 시장에서 저온살균 공법이 쓰이고 있고, 매일유업과 서울우유협동조합의 경우, ‘63℃ 저온살균우유’를 내놓는 등 저온살균 우유 시장은 점차 저변이 확대되고 있는 추세다.

## 같이 보기
- 민족사관고등학교
- 롯데푸드
- 우유